# 30852 Debye
30852 Debye è un asteroide della fascia principale. Scoperto nel 1991, presenta un'orbita caratterizzata da un semiasse maggiore pari a 2,1692512 UA e da un'eccentricità di 0,1553599, inclinata di 2,32749° rispetto all'eclittica.